# Microsporum gypseum
Microsporum gypseum ist ein parasitisch auf der Haut vorkommender Pilz (Dermatophyt). Er gehört zu den geophilen, als vor allem über den Erdboden übertragenen Dermatophyten. Die von ihm ausgelöste Dermatophytose wird beim Menschen daher auch als „Gärtner-Mikrosporie“ bezeichnet. Der Pilz kann auch bei Pferden, selten auch bei Katzen auftreten.
Auf Nährböden bildet der Pilz flauschige weiße Kolonien. Im mikroskopischen Bild zeigt er septierte Hyphen und keulenförmige Mikrokonidien. Die in großer Zahl vorkommenden Makrokonidien sind 8–16×22–60 µm groß, symmetrisch, rau, dünnwandig und besitzen maximal sechs Zellen. Ihre Enden sind abgerundet.